# شیروساتو، ایباراکی
شیروساتو، ایباراکی (به لاتین: Shirosato, Ibaraki) یک منطقهٔ مسکونی در ژاپن است که در استان ایباراکی واقع شده‌است. شیروساتو ۱۶۱٫۸۰ کیلومترمربع مساحت و ۱۹٬۹۵۵ نفر جمعیت دارد.